# Соукуп, Мирослав
Мирослав Соукуп (серб. Miroslav Soukup; 13 ноября 1965, Прахатице, ЧССР) — чешский футбольный тренер.

## Карьера игрока
В качестве футболиста Соукуп выступал на позиции полузащитника. Он играл за местный клуб «Татран» (Прахатице), а также за различные чешские и немецкие команды низших дивизионов. В них Соукуп являлся играющим тренером.

## Карьера тренера
Самостоятельную тренерскую карьеру Соукуп начал в 2001 году, когда возглавил родной «Татран». В дальнейшем он много лет работал с молодыми чешскими футболистами. Наставник работал главным тренером юношеских сборных страны. В 2006 году Соукуп привел сборную Чехия до 19 лет к бронзовым медалям на юниорском Чемпионате Европы в Польше.
В 2007—2008 гг. был главным тренером молодёжной сборной Чехии. В 2007 году он сенсационно довел сборную до финала молодёжного чемпионата мира в Канаде. В нём чехи, ведя в счете, уступили аргентинцам (1:2).
В 2008—2009 гг. возглавлял молодёжную сборную Египта, с которой он дошёл до 1/8 финала на домашнем Чемпионате мира среди молодёжных команд.
В 2010 год Соукуп вернулся к клубной работе. В течение 4 лет он работал с чешскими командами «Словацко» и «Динамо» (Ческе-Будеёвице).
В начале 2014 года Соупуп привозил юношескую сборную Чехии на Мемориал Гранаткина в Санкт-Петербург.
В мае этого же чех был назначен на пост главного тренера сборной Йемена. На этом посту он сменил сербского специалиста Владимира Петровича.